# Piotr Skórzewski
Piotr Stanisław Skórzewski (ur. 1 września 1927 w Długiem, zm. 11 maja 2014 w Warszawie) – polski polityk, poseł na Sejm PRL VII i VIII kadencji.

## Życiorys
Syn Mariana i Marianny. W 1950 wstąpił do Polskiej Zjednoczonej Partii Robotniczej. Był kierownikiem w Zakładach Lamp Oscyloskopowych w Piasecznie. W 1973 uzyskał wykształcenie wyższe techniczne na Politechnice Warszawskiej. W 1976 otrzymał mandat posła na Sejm PRL VII kadencji w okręgu Warszawa-Śródmieście. Zasiadał w Komisji Handlu Zagranicznego oraz w Komisji Przemysłu Ciężkiego, Maszynowego i Hutnictwa. W 1980 uzyskał reelekcję w tym samym okręgu. Zasiadał w Komisji Handlu Zagranicznego, Komisji Przemysłu Ciężkiego, Maszynowego i Hutnictwa, Komisji Współpracy Gospodarczej z Zagranicą i Gospodarki Morskiej oraz w Komisji Przemysłu. Otrzymał Srebrny i Złoty Krzyż Zasługi i Medal 30-lecia Polski Ludowej.
Pochowany na cmentarzu komunalnym w Piasecznie.